# Televisión en Colombia
La televisión es uno de los medio de comunicación masivos de Colombia. Fue fundada el 13 de junio de 1954, y se ha caracterizado históricamente por sus altos índices de consumo por parte de la población nacional, ocupando un espacio importante en la vida de los ciudadanos. En la actualidad se calcula que el más del 95% de los hogares posee al menos un televisor en su hogar y que más del 70% de los colombianos se acostumbra a ver al menos una hora diaria de programación.
Las modalidades de televisión al igual que las licencias y títulos para prestar el servicio en cada modalidad son definidas y otorgadas por la Comisión de Regulación de Comunicaciones en el que está conformada por la Ley 1978 de 2019, mientras que la vigilancia de contenidos y afines lo hace a través de una subcomisión de contenidos audiovisuales de la mencionada entidad; anteriormente las funciones las hacían de manera independiente por parte de la Comisión Nacional de Televisión (1995-2012) establecida en la Ley 182 de 1995, la Autoridad Nacional de Televisión (2012-2019) y la Comisión de Regulación de Comunicaciones (Desde 2019) mediante la Ley 1507 de 2012. Las modalidades incluyen los canales nacionales, regionales, locales, por suscripción y DTH; los canales pueden ser de capital privado y público; los operadores del servicio por suscripción son de concesionarios privados.
En el tema de la televisión por suscripción por cable, en Colombia se presenta unos avances importantes reportando casi 2 millones de hogares conectados con la televisión por suscripción por cable. Algunas de las compañías que prestan el servicio bajo esta modalidad producen sus propios contenidos a través de los canales locales.

## Historia
Parrilla de programación de la televisión colombiana en su primer día de emisión
13 de junio de 1954 desde las 9:00 p.m. (21:00)
- Himno Nacional - Orquesta Sinfónica de Colombia
- Discurso del Presidente Gustavo Rojas Pinilla
- Tele News
- Recital: Violín: Frank Preuss, Piano: Hilda Adler
- Documental
- El niño del pantano, adaptación de un cuento de Bernardo Romero Lozano, producida por Gaspar Árias
- Película
- Estampas colombianas, número cómico de Álvaro Monroy
- Documental enviado por las Naciones Unidas: Reportaje con colombianos en Nueva York
- Ballet de la academia de Kiril Pikieris
- Fin de la emisión
- Himno Nacional de Colombia

La televisión en Colombia fue inaugurada el 13 de junio de 1954, durante el gobierno del general Gustavo Rojas Pinilla, quien quedó impresionado por el nuevo invento durante su estadía en la Alemania nazi como un agregado militar. Con la ayuda de los técnicos extranjeros, especialmente por cubanos, fue fundamental para el arranque de la televisión en Colombia, que se hizo con los equipos traídos desde Alemania y Estados Unidos.
En sus comienzos la televisión colombiana fue pública, con un énfasis en lo educativo y cultural en el entonces único canal, pero pronto surgiría un esquema de concesión mediante el cual el Estado se encargaba de la infraestructura televisiva y entregaba los espacios dentro de los canales para que las empresas privadas se encargaran de la programación en donde allí les conocía como programadoras, que es un esquema "mixto" similar al de la televisión estadounidense, en el que las cadenas o canales emitían programas que no producían. 
En 1966, apareció el primer canal privado de Colombia llamado TV9 TeleBogotá, que fue más conocido como Teletigre, y que solamente cubría a la ciudad de Bogotá, y que desapareció por oponerse al Frente Nacional, que era una unión de los partidos Liberal y Conservador, pero luego fue reemplazado por Tele 9 Corazón, que fue un canal de televisión con cubrimiento nacional en manos del Estado.
En octubre de 1973, se hizo la primera transmisión televisiva a color con tecnología japonesa en modo de prueba de un programa educativo de Cenpro Televisión durante un seminario, y en 1974, se retransmitieron en directo y a color la inauguración y el primer partido del Mundial de Fútbol de Alemania Occidental en las dos pantallas gigantes ubicadas en Bogotá y Cali. El 1 de diciembre de 1979, el entonces ministro de Comunicaciones José Manuel Arias Carrizosa, inaugura oficialmente la televisión a color,
En los años 1980, se lanza la televisión regional (también pública), con los canales Teleantioquia, Telecaribe y Telepacífico. Para ese entonces la televisión nacional contaba con los tres canales: Cadena Uno, Cadena Dos y Cadena Tres (que era de Inravisión). Las dos primeras trabajaban bajo el esquema de concesión (en el que la programación estaba en manos de las empresas privadas, que licitaban cada cierto números de años) mientras que la Cadena Tres (futura Señal Colombia) era completamente estatal y enfocada en la programación educativa y cultural.
En la licitación de 1992, se incentivó la competencia como un paso previo a la privatización. La Cadena Dos pasaría a llamarse Canal A, y las 24 programadoras recibirían, a partir de ese entonces, los espacios únicamente a un solo canal y competirían directamente con otra programadora del otro canal —por ejemplo, si en la Cadena Uno la franja de las 15:00 a las 16:00 era de Caracol Televisión, en el Canal A en esa misma franja era de RCN Televisión. Además, los noticieros y algunas telenovelas se transmitían enfrentadose a la misma hora en los dos canales; anteriormente un noticiero podía enfrentarse con un musical, por ejemplo.
En 1997, se entregaron las licencias para televisión privada, cuya licitación comenzó un año antes (en 1996). Estas licencias fueron otorgadas para las dos de las anteriores programadoras, Caracol Televisión y RCN Televisión, en el estas empresas fueron creadas originalmente como cadenas de radio.
El 1 de enero de 1998, la Cadena Uno se pasa a llamarse Canal Uno.
A finales de los años noventa, la televisión en Colombia sufriría una crisis económica con graves consecuencias, pues las programadoras de los canales mixtos comienzan a desparecerse, debido a la llegada de los canales privados nacionales RCN y Caracol.
A comienzos de 2004, las única programadoras que quedaba en el Canal A como RTI Televisión y Audiovisuales se pasaban al Canal Uno. Al parecer, las programadoras de los canales mixtos cometieron el error de seguir trabajando individualmente en lugar de unirse para sacar a flote los canales y tratar de compensar las desventajas frente a Caracol Televisión y RCN Televisión, y que rápidamente se desplazaron a los canales tradicionales en sintonía. El Canal A desaparece el 1 de febrero de 2004 y fue reemplazado por Señal Colombia Institucional (actualmente Canal Institucional) y que este canal pasaba bajo el control del Estado.
En agosto de 2008 Colombia culminó el proceso de selección del estándar de la televisión digital terrestre. Se conformó un Comité Asesor de la Comisión Nacional de Televisión (CNTV) encargado del tema, el cual se eligió uno de los cuatro estándares en discusión: el estadounidense ATSC, el europeo DVB, el japonés ISDB-T y el chino DTMB (este último entró tardíamente al proceso). La decisión, se aplazada varias veces, y fue anunciada finalmente, el 28 de agosto de 2008. El estándar europeo DVB-T fue el elegido como el estándar de la televisión digital terrestre en Colombia.

### Cronología histórica
La televisión en Colombia inició el 13 de junio de 1954, bajo el gobierno del general Gustavo Rojas Pinilla.
- 1957: Luego del final del gobierno del general Gustavo Rojas Pinilla, nacen las programadoras de televisión. Las primeras programadoras fueron Producciones PUNCH en 1956 y FGA Televisión en 1963 de la entonces Televisora Nacional de Colombia, que actualmente es Canal 1.
- 1963: Se crea el Instituto Nacional de Radio y Televisión (Inravisión).
- 1966: Nace Teletigre el primer canal privado en Colombia, y que solamente cubría a la capital colombiana Bogotá.
- 1967: Se crea RCN Televisión (hoy como un canal privado desde 1998).
- 1969: Se crea Caracol Televisión (hoy como un canal privado desde 1998).
- 1970: Nace la Tercera Cadena de Inravisión (actualmente es Señal Colombia).
- 1971: El canal privado, Teletigre, sobrevive cuando es expropiado por el Estado y es reemplazado como Tele 9 Corazón que es un canal con cobertura nacional.
- 1972: Tele 9 Corazón se pasa a llamarse Segunda Cadena.
- 1973: FGA Televisión se pasa a llamarse RTI Televisión.
- 1973: Comienza la era de las licitaciones. Aparecen una gran cantidad de programadoras: Cadena 1 contaba con doce programadoras, Cadena 2 contaba con trece programadoras y Cadena 3 contaba con once programadoras.
- 1976: Nace Audiovisuales, única programadora estatal bajo el control del Ministerio de Comunicaciones.
- 1979: El 1 de diciembre inician las transmisiones regulares a color, usando el estándar estadounidense NTSC-M.[6]
- 1985: Nace Teleantioquia el primer canal regional en Colombia y un canal que cubre al departamento de Antioquia.
- 1986: Nace Telecaribe un canal regional que cubre a la región Caribe.
- 1988: Nace Telepacífico un canal regional que cubre a la región pacífica.
- 1989: Caracol Televisión, Producciones PUNCH, RCN Televisión y RTI Televisión intentaron sin éxito para un proceso de ser lanzadas como canales privados nacionales.
- 1991: Se crea la Comisión Nacional de Televisión como único órgano autónomo para regular los destinos de la televisión en el país mediante la nueva constitución política colombiana de 1991.
- 1992: Cadena Dos se pasa a llamarse Canal A y la Cadena 1 se pasa a llamarse Cadena Uno.
- 1992: Nace Telecafé un canal regional que cubre a los departamentos del Eje Cafetero.
- 1995: Canal 3 se pasa a llamarse Señal Colombia.
- 1995: Nace el Canal TRO un canal regional que cubre a los departamentos de Santander y Norte de Santander.
- 1995: El Congreso de Colombia expide la Ley 182 que regula la televisión en el país y que reglamenta el funcionamiento de la Comisión Nacional de Televisión.
- 1996: La Comisión Nacional de Televisión reglamenta los servicios de la televisión comunitaria, televisión por cable y satelital, televisión nacional privada y pública, televisión local sin ánimo de lucro, televisión regional y televisión local privada.
- 1996: Se entregan las licencias para operar los servicios de televisión satelitales como las concesiones de DirecTV y Sky.
- 1997: Caracol Televisión y RCN Televisión ganan las licencias para operarse como canales privados nacionales, de las cuales fueron lanzadas al aire el 10 de julio de 1998, mientras que Citytv gana la licitación para Bogotá y que se convierte en el primer y único canal local privado en el país y que fue lanzada al aire el 19 de marzo de 1999.
- 1998: Se entregan las licencias para operar el servicio de televisión local abierta sin ánimo de lucro en todo el país; y allí nacen los canales como Telemedellín, Canal U, Televida, entre otros.
- 1998: Cadena Uno se pasa a llamarse Canal Uno.
- 1999: Se entregan las concesiones para operar el servicio de televisión por suscripción por cable a nivel nacional. Se divide el país en las zonas norte, oriente y occidente para las licencias regionales. Entre estas nacen las cableoperadoras Cable Unión de Occidente, EPM Televisión, Cable Señal de Occidente (el cual pierde la licencia varios meses después), TV Cable del Pacífico (que luego se pasaría a llamarse Cable Pacífico), TV Cable, Cablecentro, Supercable, Costavisión, Satelcaribe, Teledinámica, Visión Satélite, Superview, Cable Bello, entre otras.
- 2000: Las programadoras Producciones JES, Producciones PUNCH, Tevecine, Cenpro Televisión, Programar Televisión, 24 Horas Televisión, DFL Televisión, Producciones Telecolombia, Uni TV, Televideo, Big Bang Televisión, CPS Televisión, CPT Televisión, En Vivo Televisión, Coestrellas, Andes Televisión, Proyectamos Televisión y Datos y Mensajes desaparecen. Algunas de ellas quiebran o se convierten en las productoras de los canales privados.[9][10][11][12]
- 2001: Nace el canal sin ánimo de lucro, Teleamiga, especializado en programación con contenidos religiosos de religión católica, salud, cocina, manualidades, opinión y noticias.
- 2004: Como plan de austeridad del gobierno; RTI Televisión se pasa para Canal Uno y Audiovisuales se conserva en el Canal A hasta el 1 de febrero cuando se pasa también para el Canal Uno en esa misma fecha.
- 2004: Canal A desaparece y es reemplazado por Señal Colombia Institucional que es un canal de información política y que actualmente es Canal Institucional y era operado por Audiovisuales e Inravisión. Posteriormente Inravisión y la programadora estatal Audiovisuales son liquidadas y sustituidas por Radio Televisión Nacional de Colombia (RTVC).
- 2004: Caracol Radio es adquirida por el Grupo Prisa de España, con lo cual deja de tener vínculos formales y comerciales con Caracol Televisión.
- 2006: Se amplía a todos los operadores regionales del servicio de televisión por suscripción con licencia para operar a nivel nacional. La compañía EPM Televisión cambia su marca y se pasa a llamarse Une. Por su parte, Cable Unión de Occidente se pasa a llamarse Cable Unión.
- 2006: Se le entrega a Telefónica Telecom como licencia para operar el servicio de televisión satelital.
- 2006: (junio) Nace Canal Congreso, que es un canal especializado en la programación del Congreso de Colombia.
- 2007: Nace el primer canal de noticias, Cable Noticias, que es un canal especializado en las noticias nacionales e internacionales.
- 2007: Se abre la licitación para el tercer canal privado de cobertura nacional en medio de un fuerte debate político.
- 2008: (agosto), La Comisión Nacional de Televisión selecciona la norma de origen europeo DVB-T como el estándar para la televisión digital terrestre que se implementaría en el país.
- 2008: La multinacional de origen mexicano Telmex compra las operaciones de televisión por suscripción de Superview, Teledinámica, Cablepacífico, TV Cable Bogotá y Cablecentro, convirtiéndose en el principal operador del servicio de televisión por cable en Colombia.
- 2008: Nace el canal Cristovisión, el primer canal religioso especializado en programación de la religión católica.
- 2009: Se renuevan las licencias de operación para los canales privados nacionales como: Caracol Televisión y RCN Televisión.
- 2009: Se lleva a cabo la primera transmisión de Cable Noticias en vivo por internet
- 2009: (diciembre), La Empresa colombiana Challenger, fabricante de productos electrónicos, manifestó la intención de producir en sus plantas los decodificadores de la TDT que son compatibles con DVB y MPEG-4.[13]
- 2010: Se realiza la primera emisión de la televisión digital terrestre (TDT) desde la estación Calatrava, en la cual cubriría gran parte de Bogotá.[14]
- 2010: La Comisión Nacional de Televisión reorganizó el espectro electromagnético y se asignó las frecuencias para la TDT.[15]
- 2010: Se instalaron los transmisores de Manjui, la Azalea (Valle del Cauca), Cerro Kennedy (Magdalena) y Padre Amaya (Antioquia) para ofrecer las primeras señales de TDT en el país y que fueron puesta para su funcionamiento.[16]
- 2010: (abril) Se comercializaron los primeros televisores con sintonizador DVB incorporado y listos para la recepción de la TDT.[17] También se incluyeron los primeros televisores con tecnología 3D.[18]
- 2010: (diciembre) Se iniciaron las transmisiones de prueba de Caracol Televisión y RCN Televisión por la TDT.[19]
- 2010 (diciembre) A pesar de organizar la licitación por el tercer canal privado, se presentan los grupos de comunicaciones españoles Planeta (aliado con RTI Televisión y El Tiempo), el Grupo Prisa y Grupo Cisneros de Venezuela. Debido a la falta de normas de competencia y de una frecuencia clara de transmisión, el Grupo Prisa y el Grupo Cisneros se retiran quedando al Grupo Planeta como un eventual ganador de la licitación. La licitación es anulada por el Consejo de Estado.
- 2011: (enero) En enero de 2011, aseguró el director de la Comisión Nacional de Televisión se comenzarán a vender los decodificadores para la televisión digital terrestre en el país, desde los US$40 dólares.[20]
- 2011: (junio) El gobierno decidió eliminar la Comisión Nacional de Televisión para crea la Autoridad Nacional de Televisión.
- 2011: (agosto) Colombia planea evolucionar su formato a la siguiente generación de televisión con el sistema DVB-T2. Esto conlleva la posibilidad de ofrecer más canales de televisión que en el sistema DVB-T, o las cantidades similares pero sumando a los canales en alta definición (HD) y 3D.[21]
- 2011: (diciembre) Se adopta el estándar DVB-T2.
- 2012: (junio) Se fusionan Comcel y Telmex y nace la empresa Claro en Colombia.
- 2012: El 29 de noviembre nace el primer canal deportivo, Win Sports, especializado en programación deportiva.
- 2014: Caracol Televisión y RCN Televisión comenzaron una fuerte puja por el cobro a los cableoperadores por la distribución de sus señales en HD. En marzo, ambos canales dejaron sus señales HD desactivadas para todos los cableoperadores. En junio, ambos canales reabrieron sus señales con motivo de la Copa Mundial de la FIFA 2014, reapertura que solo duró hasta el 15 de julio de ese año.
- 2016: El presidente Juan Manuel Santos en entrevista con Caracol Radio y Red+ Noticias, anuncia el inicio de la licitación para la adjudicación del tercer canal privado, en el cual iniciarían sus transmisiones regulares en 2017. A su vez el ministro de las TIC David Luna anuncia la licitación de un solo concesionario para Canal Uno. La licitación del tercer canal es suspendida por el Consejo de Estado por falta de participantes en la subasta.
- 2016: En noviembre se adjudica la concesión para los espacios del canal estatal Canal Uno a la empresa Plural Comunicaciones conformado por las productoras CM& Televisión, NTC Televisión, RTI Televisión y HMTV1 que es una empresa filial del conglomerado mediático estadounidense Hemisphere Media Group.
- 2016: Sábados felices logró el reconocimiento del récord Guiness como el programa humorístico con más años en transmisión llevando desde 1972 hasta en la actualidad.[22]
- 2017: Un fallo del Tribunal Supremo de Bogotá ordenó a Caracol Televisión y a RCN Televisión el ingreso de sus señales HD a los cableoperadores.[23]
- 2017: El 30 de abril desaparecen las programadoras Colombiana de Televisión y Jorge Barón Televisión y que allí estarían solamente como productoras en el que producirían los contenidos para los canales privados.
- 2017: El 1 de mayo inicia la nueva programación del Canal 1 para el periodo 2017-2027 bajo la administración de Plural Comunicaciones.
- 2017: El 9 de octubre se creó Tacho Pistacho un canal especializado en una programación con temática infantil y juvenil y considerado como el primer canal infantil en Colombia.
- 2019: El 11 de enero, Tacho Pistacho cesó sus emisiones en la TDT, con su posterior traslado al bloque de programación infantil de RCN Televisión los fines de semana. El motivo de su salida del aire es debido a una reducción de costos. El mismo canal lo informa mediante un video en su página de Facebook.
- 2019: El 24 de febrero, el presidente de Citytv, Darío Restrepo, anunció el cierre de El Tiempo Television.
- 2019: Se liquida la Autoridad Nacional de Televisión y crea la Comisión de Regulación de Comunicaciones mediante una Ley 1978 de 2019 en el que le otorga las facultades como autoridad única para el sector de telecomunicaciones incluida la televisión.
- 2020: Se crea Deportes RCN que es un bloque especializado en las transmisiones deportivas diferentes al futbol y que es producido y emitido por la señal principal de Canal RCN y de la señal de RCN HD2 de la televisión digital terrestre.
- 2020: El 20 de enero se crea, Win Sports+, que es canal especializado en la programación de futbol y es considerado como el canal prémium en Colombia.
- 2021: El 25 de marzo, se creó RTVC Noticias, que es el sistema informativo de la RTVC Sistema de Medios Públicos.
- 2021: El 23 de julio se creó Caracol Sports, que es un bloque especializado en las transmisiones deportivas diferentes al futbol y que es producido y emitido por la señal principal de Caracol Televisión y también por la señal de Caracol HD2 de la televisión digital terrestre.
- 2022: (noviembre) La firma colombiana Phoenix Media adquirió a HMTV1 que es la empresa filial de Hemisphere Media Group y luego HMTV1 adquiere a Plural Comunicaciones, y luego en diciembre de 2022, HMTV1 llega a un acuerdo con las empresas socio-inversionistas de Plural Comunicaciones para absorber la participación de los socios-inversionistas CM& Televisión, NTC Televisión y RTI Televisión; convirtiéndose así, en la empresa socio-inversionista única de Plural Comunicaciones, y sus antiguos socio-inversionistas en los principales proveedores de contenidos.
- 2024: El 13 de julio, Andrea Guerrero se convierte en la primera mujer en ser la presidenta de Win Sports.
- 2024: El 30 de septiembre, RTI Televisión sale de la programación de Canal 1 cómo un proveedor de contenidos y fue reemplazado por Prisa Media.
- 2024: El 1 de octubre, se comienza a integrarse Prisa Media del grupo empresarial español Prisa como un nuevo proveedor de contenidos de HMTV1 para Canal 1 en reemplazo de RTI Televisión como un proveedor de contenidos.
- 2024: El 14 de noviembre finaliza el Noticiero CM& tras de 32 años de estar al aire de manera ininterrumpida y que al mismo tiempo se liquida CM& Televisión tras lo mismo 32 años de estar al aire y de trayectoria y reconocimiento en la industria de la televisión colombiana, tanto como una productora, una programadora, una empresa socio-inversionista y un proveedor de contenidos.
- 2024: El 15 de noviembre, Canal 1 comenzaba a contar con sus proveedores de contenidos de HMTV1 como: NTC Televisión y Prisa Media.

## Televisión digital terrestre

Logotipo de la Televisión Digital Terrestre, adoptado por el Gobierno de Colombia en 2010.

.

## Tipos de modalidades
De conforme con la ley 1507 de 2012, la Comisión de Regulación de Comunicaciones que es la entidad encargada de definir los tipos de modalidades de televisión como. 
- Televisión pública de alcance nacional
- Televisión privada de alcance nacional
- Televisión pública de alcance regional
- Televisión de alcance local
- Televisión por suscripción

### En el caso del tercer canal privado
En octubre de 2009, la Comisión Nacional de Televisión,
anunció el comienzo de la licitación para adjudicar el tercer canal privado de cobertura nacional luego de seis meses de retraso y de un traumático proceso jurídico. La decisión generó mucho malestar en la opinión pública pues algunos sectores consideraron inconveniente que este proceso de adjudicación se desarrollara en una época preelectoral.
Algunos de las empresas que estuvieron interesados en adquirir el tercer canal privado nacional eran: la Organización Cisneros de Venezuela, el Grupo Planeta y el Grupo Prisa de España. No obstante, la licitación finalizó sin adjudicar la licencia ya que, según el Consejo de Estado, no era viable en realizar la subasta con un solo oferente, conforme a la ley 1341 de 2009.
En 2016, El presidente de Colombia Juan Manuel Santos anuncia a través de Caracol Radio y Red+Noticias sobre la apertura de la licitación del tercer canal privado nacional y que iniciaría sus transmisiones regulares en 2017. Sin embargo el proceso del tercer canal privado nacional fue suspendido por el Consejo de Estado por falta de participaciones en la subasta.

### Televisión por suscripción
En 1999, la Comisión Nacional de Televisión le entregó por un periodo de 10 años las licencias para la operación de televisión de pago en Colombia, en las cuales se dividió en las tres grandes regiones como: Costa, Occidente y Oriente.
En 2007, la Comisión Nacional de Televisión decidió romper las restricciones territoriales a los concesionarios y permitirles a que opere en todo el país. En ese mismo año la multinacional mexicana Telmex compró la mayoría de empresas de televisión por suscripción del país como: Cablecentro, TV Cable Bogotá, Cablepacífico, Costavisión, Satelcaribe y Teledinámica. Tiempo después, Telmex cambió de nombre y se pasa a llamarse Claro.
Otras empresas cableoperadoras involucradas son Tigo y Cable Unión.
Para 2009, la Comisión Nacional de Televisión tenía previsto entregar nuevas licencias a las empresas cableoperadoras, y cuyos principales interesados en postularse fueron ETB y EMCALI. En total ocho compañías presentaron pliego de solicitud para operar en dicho servicio.
A finales de 2020, Colombia tenía 6,06 millones de suscriptores de televisión. Claro TV tenía el 45,2% del mercado, Tigo el 21,5%, DirecTV el 17,3%, Movistar TV el 8,7%, HV Televisión el 2,6%, y ETB el 2,3%.

### Televisión comunitaria
La Comisión Nacional de Televisión decidió permitir dentro de sus políticas a que las comunidades organizadas provean sus propios servicios de televisión, siempre y cuando que no exista con ánimo de lucro y que el sistema sea propiedad de las comunidades organizadas.
Muchos de los actuales operadores de este servicio son de los antiguos proveedores de televisión satelital de las llamadas «parabólicas» en el que se acogieron a esta reglamentación.
Con la definición del alcance del servicio, la posibilidad de incluir los canales internacionales es de la Comisión de Regulación de Comunicaciones desde la expedición de la Ley 1507 de 2012. Asimismo, desde la suscripción y aprobación del Tratado de libre comercio (TLC) con los Estados Unidos se estableció un máximo de 6 mil usuarios en los sistemas comunitarios y límites a las señales a incorporar en estos sistemas restringiéndolas a los canales de su respectivas áreas de cobertura, adicionalmente con canales de producción propia.

## Programación actual

### Noticieros
Desde comienzos de la primera década del siglo XXI, los noticieros, que eran de media hora y se emitían dos o tres veces al día, se alargaron para introducir nuevas secciones y mantener los altos niveles de sintonía que suelen tener estos programas. La televisión nacional pasó de tener diez noticieros de noticias variadas y de tendencias políticas a seis informativos diferentes, de los cuales los dos de los canales privados nacionales acapararon la mayor parte de la sintonía. Los canales regionales también tienen varios informativos que el mismo esquema de los canales mixtos y tienen una aceptación en su área de cobertura, evitando en lo posible enfrentarse con los noticieros de los canales nacionales. Entre estos noticieros regionales que están en la televisión colombiana son como el Noticiero 90 Minutos, en el cual es el noticiero regional más visto en Colombia, en el cual es transmitido por el canal regional Telepacífico.
En 2021, RTVC Sistema de Medios Públicos creó el sistema informativo llamado RTVC Noticias en el que son transmitidos por Señal Colombia y Canal Institucional este último se emite en diferido.

### Telenovelas y seriados

#### Telenovelas
En los inicios de la televisión en Colombia, y dado el énfasis cultural que el Estado le dio, muchas de las telenovelas eran unas adaptaciones de las obras de la literatura universal. A finales de la década de 1970 y durante la década de 1980 la telenovelas colombianas comenzaban a incursionarse al mercado internacional, destacándose inicialmente producciones como San Tropel y Caballo viejo de Caracol Televisión. Durante la década de 1990, la telenovela colombiana se destacó como una alternativa frente a las tradicionales producciones que fueron las telenovelas mexicanas y venezolanas en los argumentos, temas y producción. El número de las telenovelas colombianas era muy bien reducido. Las telenovelas colombianas que eran muy reducidas son: Pedro el Escamoso, Pasión de gavilanes, Nuevo rico, nuevo pobre, La quiero a morir, Vecinos, Bella calamidades y El Secretario, de Caracol Televisión, en el que han sido unas de las novelas más exitosas del país; el productor y escritor Fernando Gaitán se convertiría en un importante personaje en la televisión Colombiana, al escribir algunas de las telenovelas más exitosas del país, tales como Café con aroma de mujer, Guajira, Azúcar, Hasta que la plata nos separe y Yo soy Betty, la fea, esta última se volvería mundialmente famosa a finales de la década de 1990 y en el 2010 entraría al Guinness World Records como la telenovela más exitosa de la historia. Sin embargo, desde la aparición de los canales privados y de la internacionalización de las telenovelas colombianas, surgieron unas alianzas con las empresas extranjeras que se impusieron a sus modos de producir este tipo de telenovelas.
Algunas producciones colombianas figuran entre las más vendidas y exitosas a nivel internacional, entre ellas Yo soy Betty la fea, Café con aroma de mujer, Pasión de gavilanes, El último matrimonio feliz, Bella calamidades, La quiero a morir, La viuda de Blanco, Pedro el escamoso, Escobar, el patrón del mal, La venganza y La reina del flow.

#### Series de televisión
Las series de televisión en Colombia, por lo general semanales, tuvieron una importante figuración durante los años ochenta y los años noventa en la televisión colombiana, destacándose por su factura técnica y los altos niveles de sintonía y por alejarse del melodrama convencional de las telenovelas, basándose más en los hechos reales o de las novelas escritas. En esta época varias de las producciones realizadas se desarrollaban en el trópico colombiano como Azúcar o La casa de las dos palmas, mientras que las otras se valían de elementos del folclor colombiano como Espumas, Garzas al amanecer, La potra zaina, Momposina, Escalona entre otras. Por otra parte, se destacaron las series con elementos más urbanos pero con toques de misterio como Cuando quiero llorar no lloro que es conocida como Los Victorinos y que es inspirada en el libro homónimo, así como las producciones escritas por la dupla de "los Mauricios" (Mauricio Navas y Mauricio Miranda) como La mujer del presidente y La Lectora. Tras la privatización de la televisión en 1998 la producción de series se redujo, dándose prioridad a las telenovelas convencionales. Sin embargo, durante la primera década de los años 2000 se han realizado algunas series que han tenido un importante impacto en el público, como La Saga, negocio de familia en 2004, Sin tetas no hay paraíso en 2006, El Cartel de los sapos en 2008, Las muñecas de la mafia en 2009, Pablo Escobar, el patrón del mal en 2012, de Caracol Televisión, Regreso a la Guaca en 2008, El Capo en 2009, Rosario Tijeras en 2010, de RCN Televisión y Pandillas Guerra y Paz en 1999.
También se han hecho serie basadas en la vida de una celebridad colombiana como: Escalona que es la vida de Rafael Escalona, Puerta grande la vida de César Rincón, Pablo Escobar, el patrón del mal la vida de Pablo Escobar, Lady, la vendedora de rosas la vida de Lady Tabares, Tarde lo conocí la vida de Patricia Teherán, Todo es prestao la vida Galy Galiano, Arelys Henao, la serie la vida de Arelys Henao, Darío Gómez: el rey del despecho la vida de Darío Gómez entre otras.

### Producciones

#### Reality shows
Colombia no ha estado ajena al fenómeno de los reality shows. Generalmente, los canales adquieren los derechos de formatos extranjeros, o los crean como formato colombiano. Caracol Televisión ha producido, por ejemplo, El Desafío (14 temporadas), La pista, Yo me llamo (6 temporadas), La Voz Colombia (5 temporadas), Popstars, A otro nivel (2 temporadas), El aprendiz, Frente al Miedo (3 temporadas), Gran Hermano, Expedición Robinson (versión colombiana de Survivor) (2 temporadas), La Granja Tolima, Angelitos Caracol, El triángulo del amor (versión local del formato japonés Alternative Love), La Bella y el Nerdo,100 colombianos dicen, El premio gordo y Tengo una ilusión. Por su parte, RCN Televisión ha producido El Factor X (6 temporadas), La isla de los famosos (4 temporadas), Protagonistas de novela (6 temporadas), Comandos, Bailando por un sueño (3 temporadas), Bailando con las estrellas , Master Chef  (3 temporadas), El jugador (versión colombiana de Poker Face) (2 temporadas) y El Poder del 10 (2 temporadas). Por otra parte Canal 1  ha producido el programa Guerreros  (11 temporadas); el pasado se realizó alguna vez un programa de este género llamado El huésped.

#### Variedades
En Colombia, los programas de variedades se emiten principalmente en las mañanas y los fines de semana. Se destacan entre estos los mañaneros como Día a día de Caracol Televisión y Buen día, Colombia de Canal RCN. También hay programas humorísticos como Sábados Felices en el que este programa recibió el Libro de los Récords Guiness como el programa de humor más antiguo de la televisión mundial. También se destaca otros programas como el farándula nacional e internacional como es La Red, de Caracol Televisión.
También están los programas periodísticos que se emiten los sábados en la noche como Entre ojos y los domingos en la noche como Los informantes y Séptimo día, y los programas de opinión que ese emiten de lunes a viernes, a la medianoche como es La noche.

## Canales de televisión abierta de cobertura nacional

### Canales principales
| Logo | Canal              | Programación | Inicio de transmisiones | Propietario               | Operador                        |
| ---- | ------------------ | ------------ | ----------------------- | ------------------------- | ------------------------------- |
|      | Caracol Televisión | Generalista  | 10 de julio de 1998     | Valorem                   | Caracol Televisión S.A.         |
|      | Canal RCN          | Generalista  | 10 de julio de 1998     | Organización Ardila Lülle | RCN Televisión S.A.             |
|      | Canal 1            | Generalista  | 13 de junio de 1954     | Gobierno de Colombia      | Plural Comunicaciones           |
|      | Señal Colombia     | Generalista  | 9 de febrero de 1970    | Gobierno de Colombia      | RTVC Sistema de Medios Públicos |

### Canales secundarios y temáticos
Son los canales adicionales de transmisión nacional que se derivan de los principales canales de televisión.
| Logo | Canal               | Programación                   | Inicio de transmisiones | Propietario               | Operador                        |
| ---- | ------------------- | ------------------------------ | ----------------------- | ------------------------- | ------------------------------- |
|      | Caracol HD2         | Señal espejo y Eventos en vivo | 1 de abril de 2014      | Valorem                   | Caracol Televisión S.A.         |
|      | RCN HD2             | Señal espejo y Eventos en vivo | 1 de abril de 2014      | Organización Ardila Lülle | RCN Televisión S.A.             |
|      | Canal Institucional | Información política           | 2 de febrero de 2004    | Gobierno de Colombia      | RTVC Sistema de Medios Públicos |

## Canales colombianos por suscripción
Son aquellos canales que solo pueden ser vistos por cable o satélite en toda Colombia.
| Logo | Canal                     | Programación                                            | Propietario                               | Operador                                                 | Empresa operadora de pago |
| ---- | ------------------------- | ------------------------------------------------------- | ----------------------------------------- | -------------------------------------------------------- | ------------------------- |
|      | Novelas Caracol           | Telenovelas                                             | Valorem                                   | Caracol Televisión S.A. Tigo                             | Tigo                      |
|      | NTN24                     | Noticias                                                | Organización Ardila Lülle                 | RCN Televisión S.A.                                      | Varios                    |
|      | RCN Novelas               | Telenovelas                                             | Organización Ardila Lülle                 | RCN Televisión S.A.                                      | Varios                    |
|      | Win Sports                | Deportes                                                | Torneos (50%) Canal RCN (50%)             | Canal RCN Torneos                                        | Varios                    |
|      | Win+ Fútbol               | Fútbol                                                  | Torneos (50%) Canal RCN (50%)             | Canal RCN Torneos                                        | Varios                    |
|      | DHE                       | Cine                                                    | DHE Group                                 | DHE Group                                                | Varios                    |
|      | ESPN                      | Deportes                                                | The Walt Disney Company Latin America     | ESPN Inc (The Walt Disney Company/Hearst Communications) | Varios                    |
|      | DNews                     | Noticias                                                | Grupo Werthein                            | Vrio Torneos                                             | DirecTV                   |
|      | DSports                   | Deportes                                                | Grupo Werthein                            | Vrio Torneos                                             | DirecTV                   |
|      | Cablenoticias             | Noticias                                                | Alberto Federico Ravell                   | Global Media                                             | Varios                    |
|      | TV Agro                   | Agricultura                                             | Alberto Federico Ravell                   | Global Media                                             | Varios                    |
|      | Tele Nostalgia            | Música                                                  | Alberto Federico Ravell                   | Global Media                                             | Varios                    |
|      | Rumba TV                  | Música                                                  | Alberto Federico Ravell                   | Global Media                                             | Varios                    |
|      | Ranchenato TV             | Música                                                  | Alberto Federico Ravell                   | Global Media                                             | Varios                    |
|      | Hogar TV                  | Hogar                                                   | Alberto Federico Ravell                   | Global Media                                             | HV Televisión             |
|      | ZOOM TV                   | Educación universitaria                                 | 37 universidades colombianas              | Asociación Colombiana de Universidades                   | Varios                    |
|      | Canal Congreso            | Político                                                | Gobierno de Colombia Congreso de Colombia | Congreso de Colombia                                     | Varios                    |
|      | Cristovisión              | Religiosa Católica                                      | Fundación Cristovisión                    | Fundación Cristovisión                                   | Varios                    |
|      | Supermusica               | Musical                                                 | Max Media S.A.                            | Max Media S.A.                                           | HV Televisión             |
|      | TV Red                    | Música                                                  | Max Media S.A.                            | Max Media S.A.                                           | HV Televisión             |
|      | Parranda Vallenata        | Música                                                  | Max Media S.A.                            | Max Media S.A.                                           | HV Televisión             |
|      | Canal Antiestrés          | Humor, entretenimiento y música                         | Max Media S.A.                            | Max Media S.A.                                           | HV Televisión             |
|      | Cantinazo TV              | Música                                                  | Max Media S.A.                            | Max Media S.A.                                           | HV Televisión             |
|      | Red+                      | Noticias y entretenimiento                              | América Móvil                             | Claro                                                    | Claro                     |
|      | Claro Música TV           | Música                                                  | América Móvil                             | Claro                                                    | Claro                     |
|      | Radiola TV                | Música                                                  | América Móvil                             | Claro                                                    | Claro                     |
|      | Claro Música: Sin límites | Música                                                  | América Móvil                             | Claro                                                    | Claro                     |
|      | Claro Sports              | Deportes                                                | América Móvil                             | Claro                                                    | Claro                     |
|      | Cinema +                  | Cine                                                    | Royal Net Televisión                      | Royal Net Televisión                                     | Varios                    |
|      | Mi Gente TV               | Música                                                  | Royal Net Televisión                      | Royal Net Televisión                                     | Varios                    |
|      | CMB Televisión            | Religiosa Protestante                                   | Centro Misionero Bethesda                 | Centro Misionero Bethesda                                | Varios                    |
|      | Teleamiga                 | Educativa y cultura, soportado en la filosofía católica | Universidad La Gran Colombia              | Fundación Ictus                                          | Varios                    |
|      | Avivamiento Televisión    | Religiosa de la Iglesia de Avivamiento                  | Iglesia de Avivamiento                    | Iglesia de Avivamiento                                   | Varios                    |

## Canales de televisión por internet
Son aquellos canales que solo pueden ser vistos por internet.
| Logo | Canal                         | Programación         | Propietario               | Operador                      |
| ---- | ----------------------------- | -------------------- | ------------------------- | ----------------------------- |
|      | Noticias Caracol              | Noticias             | Valorem                   | Caracol Televisión S.A.       |
|      | El Mundo del Campo Televisión | Agricultura          | Alfonso Uribe Torres      | El Mundo del Campo Televisión |
|      | RCN Noticias                  | Noticias             | Organización Ardila Lülle | RCN Televisión S.A.           |
|      | RCN Más                       | Series y telenovelas | Organización Ardila Lülle | RCN Televisión S.A.           |
|      | Caracol Mix                   | Series y telenovelas | Valorem                   | Caracol Televisión S.A.       |
|      | RCN Deportes                  | Deportes             | Organización Ardila Lülle | RCN Televisión S.A.           |

## Canales internacionales por suscripción
| Logo | Canal                          | Programación | Canales participantes | Propietario               | Empresa operadora de pago           |
| ---- | ------------------------------ | ------------ | --------------------- | ------------------------- | ----------------------------------- |
|      | Caracol Internacional          | Generalista  | Caracol Televisión    | Valorem                   | Todos (según la operadora por país) |
|      | RCN Nuestra Tele Internacional | Generalista  | RCN Televisión        | Organización Ardila Lulle | Todos (según la operadora por país) |

## Canales de cobertura regional
| Logo | Canal            | Sede                         | Programación                                          | Cobertura | Eslogan                                 |
| ---- | ---------------- | ---------------------------- | ----------------------------------------------------- | --- | --------------------------------------- |
|      | Canal Capital    | Bogotá                       | Generalista                                           | Bogotá | En el corazón de Bogotá                 |
|      | Eureka, tu canal | Bogotá                       | Infantil                                              | Bogotá | Descubre el poder para cambiar el mundo |
|      | Teleantioquia    | Medellín                     | Generalista                                           | Antioquia y Chocó                                                                                              | Emociona                                |
|      | TeleantioquiaGo  | Medellín                     | Alterna                                               | Antioquia y Chocó                                                                                              | Estamos GO para ti                      |
|      | Telecafé         | Manizales, Armenia y Pereira | Generalista                                           | Eje cafetero                                                                                                   | Expresión de lo nuestro                 |
|      | Telecaribe       | Barranquilla                 | Generalista                                           | Región Caribe                                                                                                  | Uniendo la región                       |
|      | Telecaribe Plus  | Barranquilla                 | Alterna                                               | Región Caribe                                                                                                  |                                         |
|      | Telepacífico     | Cali                         | Generalista                                           | Región Pacífica                                                                                                | Diversidad que nos une                  |
|      | Origen Channel   | Cali                         | Cultural y Educativa                                  | Región Pacífica                                                                                                |                                         |
|      | Canal TRO        | Floridablanca (Santander)    | Generalista                                           | Santander, Norte de Santander y en algunas zonas de Arauca y Casanare                                          | El canal del gran santander             |
|      | TRO+ Plus        | Floridablanca (Santander)    | Alterna                                               | Santander, Norte de Santander y en algunas zonas de Arauca y Casanare                                          | Es Más                                  |
|      | Teleislas        | San Andrés                   | Generalista                                           | Región Insular                                                                                                 | Nuestra Identidad                       |
|      | Raizal TV        | San Andrés                   | Alterna (Programación en los idiomas inglés y creole) | Región Insular                                                                                                 |                                         |
|      | Trece            | Bogotá                       | Generalista                                           | Bogotá, Cundinamarca, Boyacá, Tolima, Huila y en los departamentos de las regiones de la Orinoquía y Amazónica | Vive el trece                           |
|      | Trece+           | Bogotá                       | Alterna                                               | Bogotá, Cundinamarca, Boyacá, Tolima, Huila y en los departamentos de las regiones de la Orinoquía y Amazónica | Somos más de lo que quieres             |

## Canales locales y comunitarios
|  | Citytv                         | Por todo Bogotá                      | Bogotá                 | Bogotá D.C.        | Canal 27.1 (TDT) |  |  |  |  |  |  |
|  | Cable Imagen                   |                                      | Bogotá                 | Bogotá D.C.        |                  |  |  |  |  |  |  |
|  | Momento 24                     |                                      | Bogotá                 | Bogotá D.C.        |                  |  |  |  |  |  |  |
|  | Cosmovisión                    | ¡Qué mejor compañía!                 | Medellín               | Antioquia          |                  |  |  |  |  |  |  |
|  | Tele VID                       | Te acompaña siempre                  | Medellín               | Antioquia          |                  |  |  |  |  |  |  |
|  | Canal CNC                      |                                      | Medellín               | Antioquia          |                  |  |  |  |  |  |  |
|  | Telemedellín                   | Aquí te ves                          | Medellín               | Antioquia          |                  |  |  |  |  |  |  |
|  | TVN Global                     |                                      | Medellín               | Antioquia          |                  |  |  |  |  |  |  |
|  | Teleboyacá                     |                                      | Medellín               | Antioquia          |                  |  |  |  |  |  |  |
|  | Eduvisión                      |                                      | Medellín               | Antioquia          |                  |  |  |  |  |  |  |
|  | Amagá Televisión               |                                      | Amagá                  | Antioquia          |                  |  |  |  |  |  |  |
|  | Teleamalfi                     |                                      | Amalfi                 | Antioquia          |                  |  |  |  |  |  |  |
|  | Aupan TV                       |                                      | Andes                  | Antioquia          |                  |  |  |  |  |  |  |
|  | Aupabe TV                      |                                      | Betania                | Antioquia          |                  |  |  |  |  |  |  |
|  | Campamento TV                  |                                      | Campamento             | Antioquia          |                  |  |  |  |  |  |  |
|  | Caracolí TV                    |                                      | Caracolí               | Antioquia          |                  |  |  |  |  |  |  |
|  | Teledonmatías                  |                                      | Don Matías             | Antioquia          |                  |  |  |  |  |  |  |
|  | Viboral Televisión             |                                      | El Carmen de Viboral   | Antioquia          |                  |  |  |  |  |  |  |
|  | TV Peñol                       |                                      | El Peñol               | Antioquia          |                  |  |  |  |  |  |  |
|  | Corpagua TV                    |                                      | Guatapé                | Antioquia          |                  |  |  |  |  |  |  |
|  | Canal SURTV                    |                                      | Itagüí                 | Antioquia          |                  |  |  |  |  |  |  |
|  | Antena 4 TV                    |                                      | Jardín                 | Antioquia          |                  |  |  |  |  |  |  |
|  | Jericó Televisión              |                                      | Jericó                 | Antioquia          |                  |  |  |  |  |  |  |
|  | CCM Televisión                 |                                      | Marinilla              | Antioquia          |                  |  |  |  |  |  |  |
|  | Acuario Televisión             |                                      | Rionegro               | Antioquia          |                  |  |  |  |  |  |  |
|  | TV San Carlos                  |                                      | San Carlos             | Antioquia          |                  |  |  |  |  |  |  |
|  | San Vicente Televisión         |                                      | San Vicente            | Antioquia          |                  |  |  |  |  |  |  |
|  | TV Sonsón                      |                                      | Sonsón                 | Antioquia          |                  |  |  |  |  |  |  |
|  | TV Támesis                     |                                      | Támesis                | Antioquia          |                  |  |  |  |  |  |  |
|  | Aupur Televisión               |                                      | Urrao                  |                    |                  |  |  |  |  |  |  |
|  | Canal 4                        |                                      | Arauca                 | Arauca             |                  |  |  |  |  |  |  |
|  | Canal CNC Arauca               |                                      | Arauca                 | Arauca             |                  |  |  |  |  |  |  |
|  | Jerusalem TV                   |                                      | Barranquilla           | Atlántico          |                  |  |  |  |  |  |  |
|  | CTV Barranquilla               |                                      | Barranquilla           | Atlántico          |                  |  |  |  |  |  |  |
|  | Canal Cartagena                |                                      | Cartagena de Indias    | Bolívar            |                  |  |  |  |  |  |  |
|  | Telesantiago                   |                                      | Tunja                  | Boyacá             | Canal 23.1 (TDT) |  |  |  |  |  |  |
|  | Canal Monitv Moniquirá         |                                      | Moniquirá              | Boyacá             |                  |  |  |  |  |  |  |
|  | Anserma Canal Local CCP        |                                      | Anserma                | Caldas             |                  |  |  |  |  |  |  |
|  | Copavapen TV                   |                                      | Pensilvania            | Caldas             |                  |  |  |  |  |  |  |
|  | Mi Canal 2                     |                                      | Yopal                  | Casanare           |                  |  |  |  |  |  |  |
|  | Suram TV                       | Una mirada orgullosa de lo que somos | Yopal                  | Casanare           |                  |  |  |  |  |  |  |
|  | Pore TV                        |                                      | Pore                   |                    |                  |  |  |  |  |  |  |
|  | TV5                            |                                      | Florencia              | Caquetá            |                  |  |  |  |  |  |  |
|  | Canal 12                       |                                      | Valledupar             | Cesar              |                  |  |  |  |  |  |  |
|  | Huellas TV                     |                                      | Astrea                 | Cesar              |                  |  |  |  |  |  |  |
|  | TV5                            | ¡El canal de Montería!               | Montería               | Córdoba            |                  |  |  |  |  |  |  |
|  | TV Choachí                     |                                      | Choachí                | Cundinamarca       |                  |  |  |  |  |  |  |
|  | Asociación Parabólica Chocontá |                                      | Chocontá               | Cundinamarca       |                  |  |  |  |  |  |  |
|  | Cuapac TV                      |                                      | Cogua                  | Cundinamarca       |                  |  |  |  |  |  |  |
|  | Otv Televisión                 |                                      | Funza                  | Cundinamarca       |                  |  |  |  |  |  |  |
|  | Girardot Televisión            |                                      | Girardot               | Cundinamarca       |                  |  |  |  |  |  |  |
|  | Telesanfrancisco               |                                      | San Francisco de Sales | Cundinamarca       |                  |  |  |  |  |  |  |
|  | Sopó TV                        |                                      | Sopó                   | Cundinamarca       |                  |  |  |  |  |  |  |
|  | Apecruz                        |                                      | Zipaquirá              | Cundinamarca       |                  |  |  |  |  |  |  |
|  | Alpavisión Canal 2             |                                      | Neiva                  | Huila              |                  |  |  |  |  |  |  |
|  | Campo TV                       |                                      | Santa Marta            | Magdalena          |                  |  |  |  |  |  |  |
|  | TDI Colombia                   |                                      | Villavicencio          | Meta               |                  |  |  |  |  |  |  |
|  | CNC Pasto                      |                                      | Pasto                  | Nariño             |                  |  |  |  |  |  |  |
|  | Telepasto                      |                                      | Pasto                  | Nariño             |                  |  |  |  |  |  |  |
|  | Canal NTV                      |                                      | Pasto                  | Nariño             |                  |  |  |  |  |  |  |
|  | TV Ipiales                     |                                      | Ipiales                | Nariño             |                  |  |  |  |  |  |  |
|  | ATN Televisión                 | Todo lo nuestro                      | Cúcuta                 | Norte de Santander |                  |  |  |  |  |  |  |
|  | Tu Kanal                       |                                      | Cúcuta                 | Norte de Santander |                  |  |  |  |  |  |  |
|  | Tu Chinácota                   |                                      | Chinácota              | Norte de Santander |                  |  |  |  |  |  |  |
|  | TV San Jorge                   |                                      | Ocaña                  | Norte de Santander |                  |  |  |  |  |  |  |
|  | Televilla                      |                                      | Villa del Rosario      | Norte de Santander |                  |  |  |  |  |  |  |
|  | Canal TVC Bucaramanga          |                                      | Bucaramanga            | Santander          |                  |  |  |  |  |  |  |
|  | Canal UTV                      |                                      | Bucaramanga            | Santander          |                  |  |  |  |  |  |  |
|  | Telepetróleo                   | Tú Canal, Nuestro Canal              | Barrancabermeja        | Santander          |                  |  |  |  |  |  |  |
|  | Enlace Televisión              | Mas Cerca De Tí                      | Barrancabermeja        | Santander          |                  |  |  |  |  |  |  |
|  | Paso TV                        |                                      | El Socorro             | Santander          |                  |  |  |  |  |  |  |
|  | Telesangil                     |                                      | San Gil                |                    |                  |  |  |  |  |  |  |
|  | Canal Doce                     |                                      | Sincelejo              | Sucre              |                  |  |  |  |  |  |  |
|  | Mas TV                         |                                      | Sincelejo              | Sucre              |                  |  |  |  |  |  |  |
|  | PyC Televisión                 |                                      | Ibagué                 | Tolima             |                  |  |  |  |  |  |  |
|  | Estación TV                    |                                      | Ibagué                 | Tolima             |                  |  |  |  |  |  |  |
|  | Señal Pacandé                  |                                      | Espinal                | Tolima             |                  |  |  |  |  |  |  |
|  | TV Bunde                       |                                      | Natagaima              | Tolima             |                  |  |  |  |  |  |  |
|  | Canal 2                        | El canal de nuestra gente            | Cali                   | Valle del Cauca    |                  |  |  |  |  |  |  |
|  | Canal CaliTV                   | Mi Canal!                            | Cali                   | Valle del Cauca    | Canal 29.1 (TDT) |  |  |  |  |  |  |
|  | Canal C Cali                   |                                      | Cali                   | Valle del Cauca    |                  |  |  |  |  |  |  |
|  | Univalle TV                    |                                      | Cali                   | Valle del Cauca    | Canal 29.2 (TDT) |  |  |  |  |  |  |
|  | Telefamilia                    |                                      | Cali                   | Valle del Cauca    |                  |  |  |  |  |  |  |
|  | Telemar                        |                                      | Buenaventura           | Valle del Cauca    |                  |  |  |  |  |  |  |
|  | Yubarta Televisión             |                                      | Buenaventura           | Valle del Cauca    |                  |  |  |  |  |  |  |
|  | Veo Televisión                 |                                      | Buga                   | Valle del Cauca    |                  |  |  |  |  |  |  |
|  | Canal CTP                      |                                      | Palmira                | Valle del Cauca    |                  |  |  |  |  |  |  |
|  | CNC Tuluá                      |                                      | Tuluá                  | Valle del Cauca    |                  |  |  |  |  |  |  |
|  | PSC Televisión                 |                                      | Tuluá                  | Valle del Cauca    |                  |  |  |  |  |  |  |

## Canales desaparecidos

### Canales reemplazados
Estos son los canales desaparecidos, y que las mismas u otras cadenas las adquirieron o lanzaron nuevos canales.
| Canal                | Propietario anterior       | Propietario actual       | Reemplazado por        |
| -------------------- | -------------------------- | ------------------------ | ---------------------- |
| Teletigre            | Consuelo Salgar de Montejo | Gobierno de Colombia     | Canal A                |
| Canal Capital HD2    | Alcaldía Mayor de Bogotá   | Alcaldía Mayor de Bogotá | Eureka, tu canal       |
| Canal A              | Gobierno de Colombia       | Gobierno de Colombia     | Canal Institucional    |
| El Tiempo Televisión | El Tiempo Casa Editorial   | El Tiempo Casa Editorial | Programación de Citytv |

### Canales desaparecidos
Estos son los canales desaparecidos de manera permanente.
| Canal               | Propietario                                         |
| ------------------- | --------------------------------------------------- |
| Humor Channel       | Max Media                                           |
| Fox Sports Colombia | The Walt Disney Company                             |
| Tacho Pistacho      | Organización Ardila Lulle                           |
| Canal Tigo          | Tigo                                                |
| HSB Televisión      | Hernando Suárez Burgos                              |
| Ve Plus TV Colombia | Valorem y Organización Cisneros                     |
| Canal U             | Corporación Canal Universitario de Antioquia (CCUA) |
| Canal 14            | Almacenes La 14                                     |
| Trendy Channel      | Max Media S.A.                                      |
| Época               | Caracol Televisión - Movistar                       |